# Kościół Imienia Najświętszej Maryi Panny w Inowrocławiu
Kościół Imienia Najświętszej Maryi Panny w Inowrocławiu, tzw. Ruina – najstarszy kościół Inowrocławia i jeden z najstarszych na Kujawach, sięgający metryką końca XII wieku. Pełni funkcję kościoła parafialnego, a od 2008 roku nosi tytuł bazyliki mniejszej. Najcenniejszy, pod względem artystycznym i historycznym, zabytek miasta.
W kościele pochowany jest książę Sambor II, pochodzący ze wschodniopomorskiej dynastii Sobiesławiców, syn Mściwoja I.
Właścicielem kościoła jest Parafia Imienia Najświętszej Maryi Panny w Inowrocławiu.

## Historia

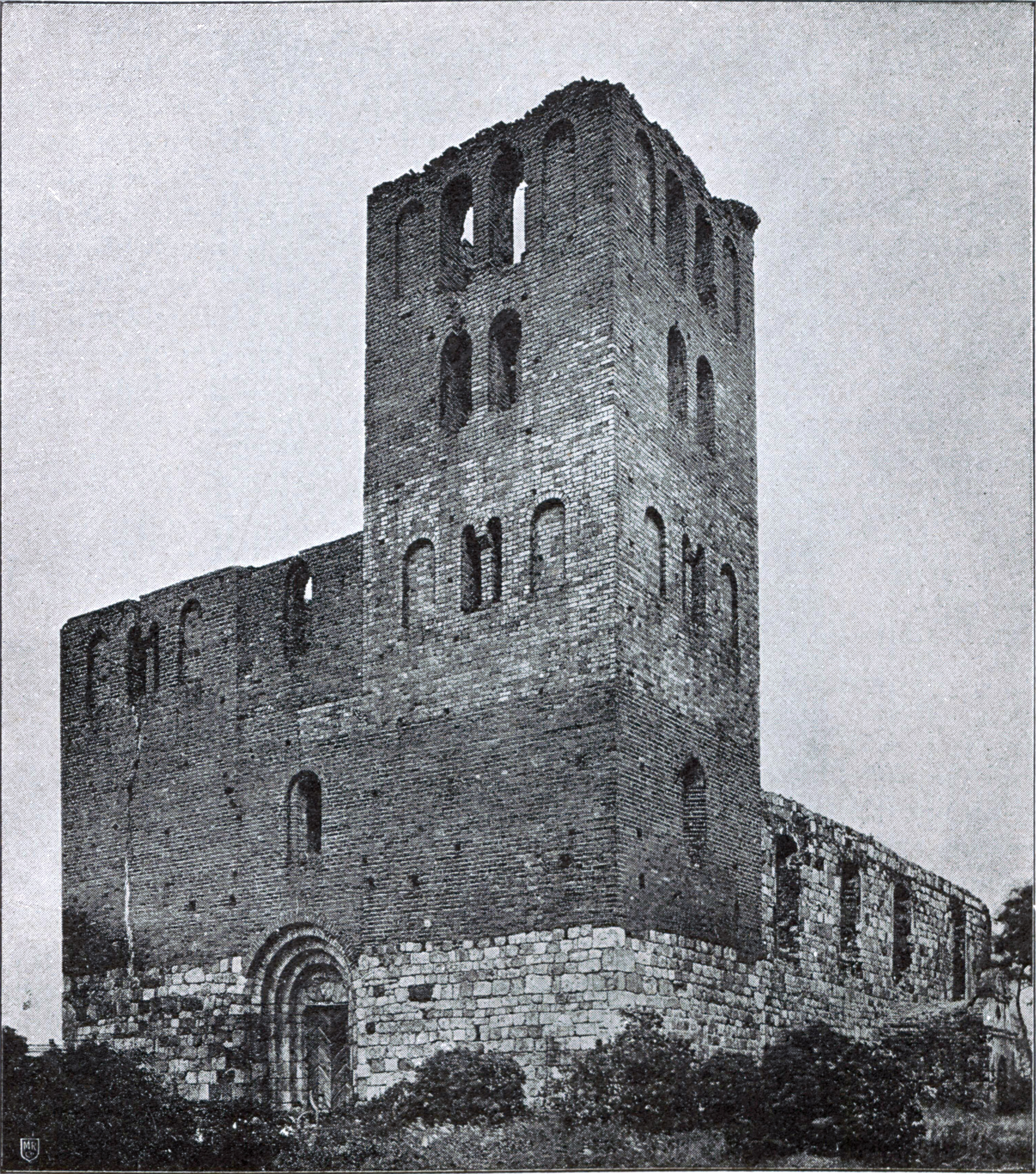
Widok kościoła wg stanu sprzed 1897 r. (fot. Albrecht Meydenbauer)

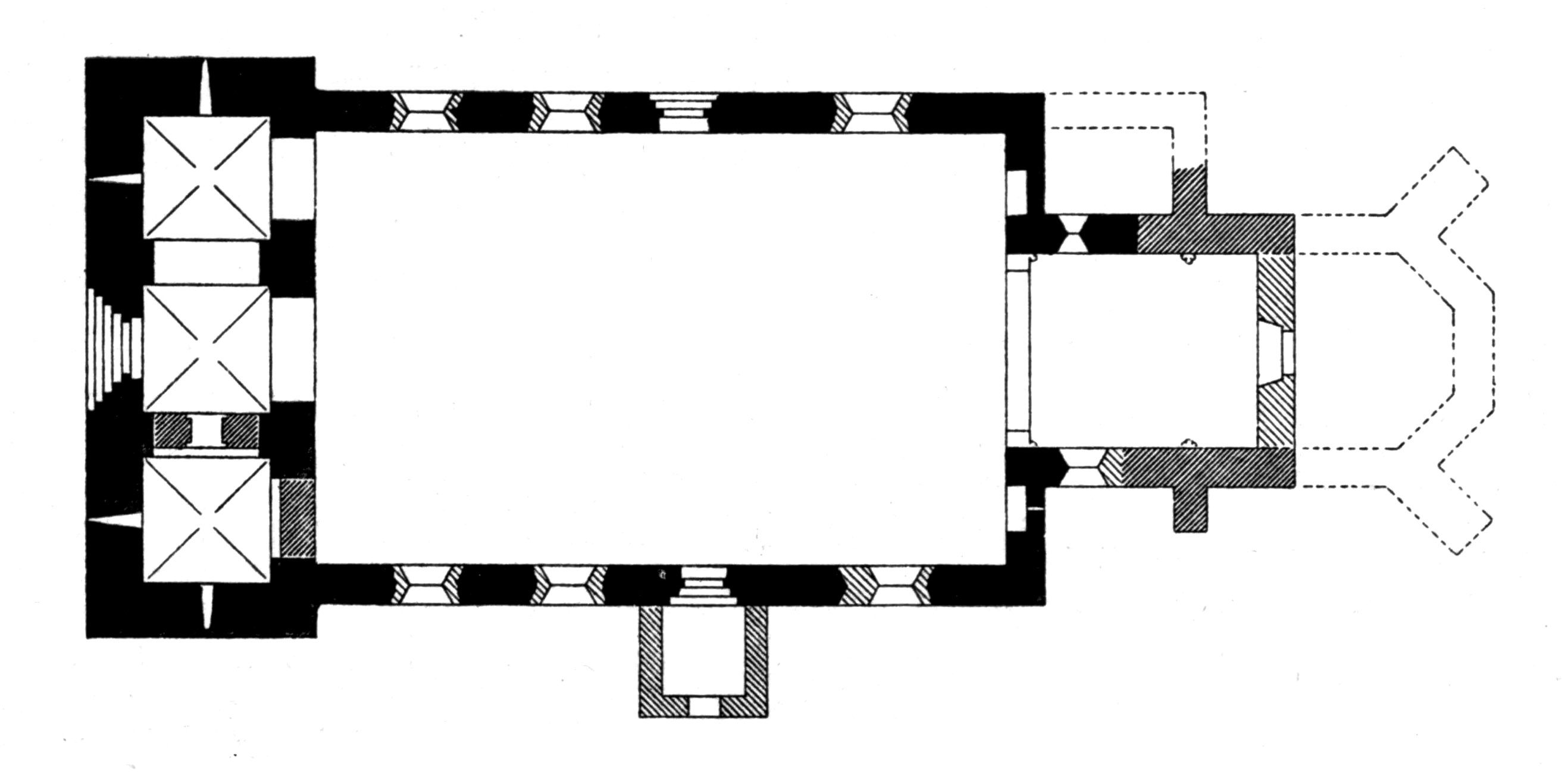
Plan wg stanu sprzed 1897 r. wg Juliusa Kohtego; linią przerywaną zaznaczono mury nieistniejące (w tym wschodnią część gotyckiego prezbiterium), gęstszym kreskowaniem istniejące partie gotyckie, rzadszym późniejsze partie murów

Budowla znajduje się na szczycie morenowego wyniesienia, zwanego Białą Górą, ze śladami osadnictwa od czasów rzymskich. Otoczona jest najstarszym (częściowo zachowanym) inowrocławskim cmentarzem. Powstanie kościoła datuje się na koniec XII lub początek XIII wieku. Fundator ani dokładny czas budowy nie są znane. Najprawdopodobniej kościół zaczęto budować w drugiej połowie XII wieku z fundacji księcia Leszka, syna Bolesława Kędzierzawego, dzięki dochodom z produkcji soli. Na początku wzniesiono kamienną nawę i prezbiterium. Jego fundamenty celowo posadowiono na pięciu symetrycznie ułożonych szkieletach. Prawdopodobnie związane było to z chrześcijańskim kultem relikwii, splątanym w ówczesnej religijności ludowej z pogańskim kultem tzw. "ofiary budowlanej". Ceglane wieże powstały w drugiej fazie budowy, na początku XIII wieku.
Znaczna, jak na kościół jednonawowy, szerokość korpusu (12,40 m) pozwala przypuszczać, że pierwotnie planowano podział wnętrza na trzy nawy, który nie został jednak zrealizowany. Surowość i prostota form architektonicznych sugeruje pochodzenie architekta i jego pomocników z Brandenburgii lub Saksonii, gdzie powstawały podobne budowle. Wymiary ciosów granitowych są zbliżone wysokością do zastosowanych w opactwie w Czerwińsku, co wiązać się może z udziałem mazowieckiego warsztatu kamieniarskiego we wznoszeniu budowli. Romańskie partie ceglane, zbudowane w wątku wendyjskim, wskazują na sprowadzenie warsztatu cegielniczego z Brandenburgii lub ze Śląska.
6 listopada 1233 r. był miejscem synodu diecezjalnego biskupa kujawskiego Michała, co sugeruje ukończenie prac budowlanych przed tą datą. Ze względu na siedzibę dworu książęcego w Inowrocławiu kościół mógł pełnić rolę kolegiaty od lat 30. XIII wieku aż do roku 1327. W XIV wieku prezbiterium zostało przedłużone w kierunku wschodnim, a półkolista apsyda zastąpiona zamknięciem wielobocznym, opiętym przyporami.
W końcu XVI wieku zaczął tracić na znaczeniu, stając się kościołem filialnym. W 1779 r. zawaliła się ściana wschodnia prezbiterium z częścią sklepień. W 1792 r. odbudowano częściowo zawaloną wieżę południową i ponownie przebudowano prezbiterium, zamykając je ścianą prostą.
W 1816 r. zamknięto kościół ze względu na grożącą katastrofę budowlaną. Zniszczony w pożarze w grudniu 1834 roku, zamienił się w ruinę. W latach 1900–1902 został poddany rekonstrukcji (z inicjatywy księdza Antoniego Laubitza) według projektu Juliusza Kothego, konserwatora zabytków prowincji poznańskiej. Zgodnie z zasadą jedności stylu usunięto wówczas ślady prezbiterium gotyckiego i przebudowy barokowej, a odtworzono m.in. półkolistą, romańską apsydę.
W latach międzywojennych był kościołem gimnazjalnym. W czasie okupacji hitlerowcy zamienili zabytek na magazyn mebli i ukradli dzwony. Po wojnie zdewastowaną w 1945 r. budowlę poddano kolejnym renowacjom, poprzedzonym sondażowym badaniom archeologicznym w latach 1950–1952 i oględzinom komisji konserwatorskiej. Wzmocniono całą konstrukcję, wyłożono płytami ceramicznymi posadzkę i na nowo zaaranżowano wnętrze, eksponując surowość kamienno-ceglanych ścian i wstawiając w okna witraże. W 1979 r. ponownie na wieży zawisły dzwony.
3 maja 1980 r., dekretem prymasa Stefana Wyszyńskiego, przywrócono rangę kościoła parafialnego. Proboszczem mianowano księdza Tadeusza Kościelnego. W sierpniu 1981 r. w salce na wieży odbyło się zebranie założycielskie inowrocławskiego Klubu Inteligencji Katolickiej. Na mocy decyzji Stolicy Apostolskiej z 10 kwietnia 2008 r. kościół podniesiono do rangi bazyliki mniejszej.

## Architektura

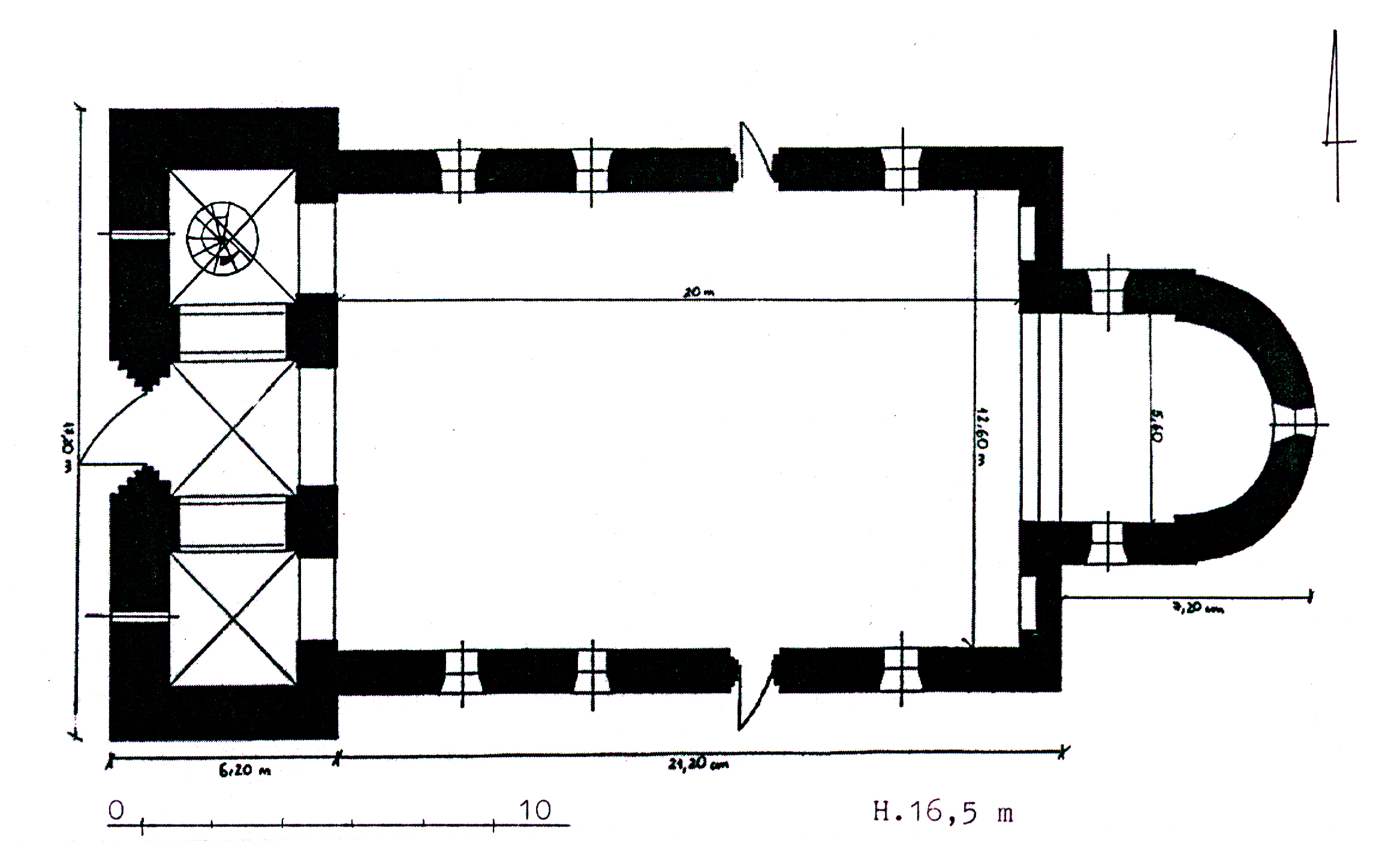
Plan wg stanu obecnego

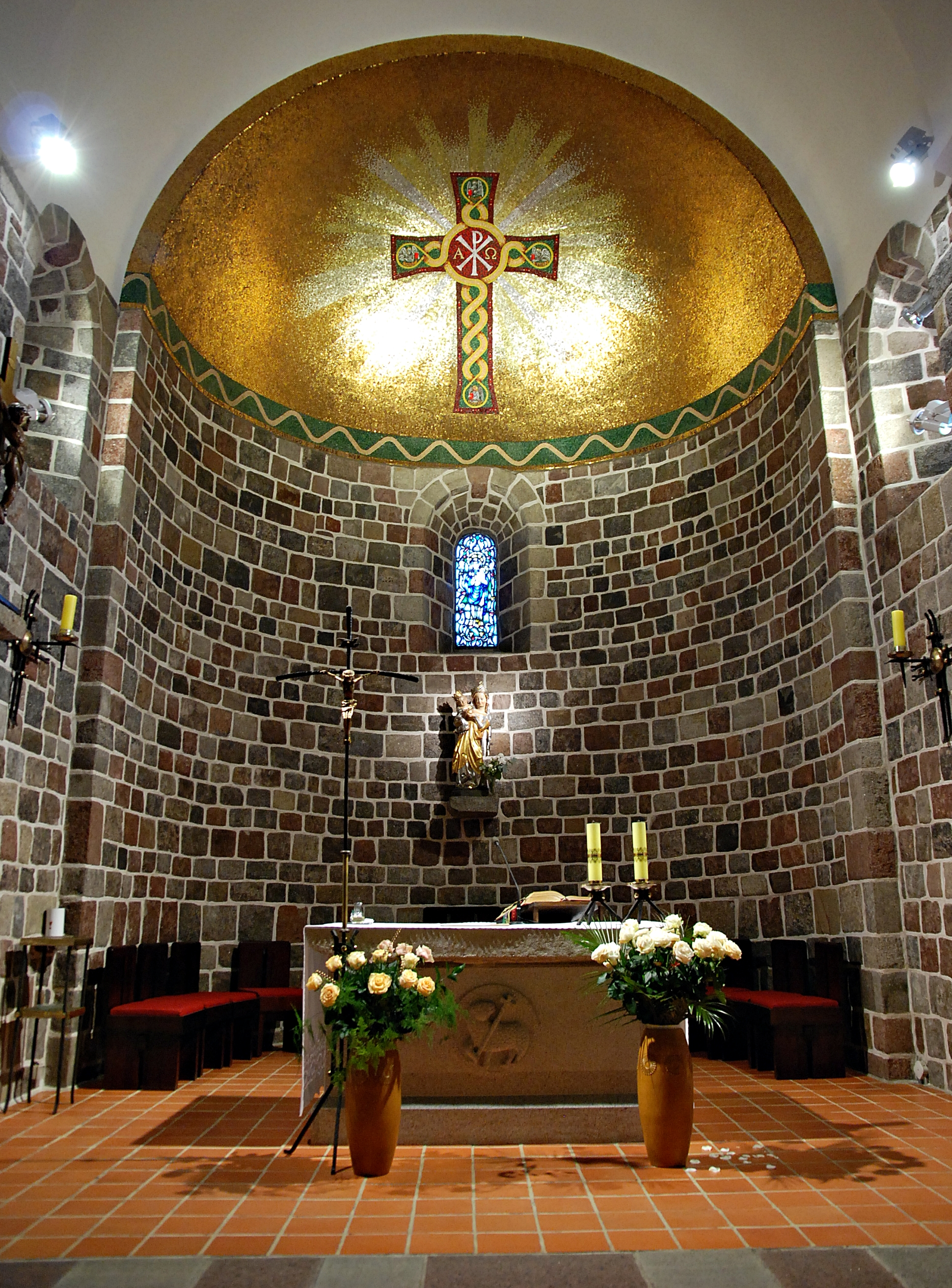
Prezbiterium

Kościół orientowany, murowany z ciosów granitowych (górne partie fasady zach. i wież z cegły), jednonawowy z wyodrębnionym, prostokątnym prezbiterium, zamkniętym półkolistą apsydą (obecna jest rekonstrukcją z lat 1900-1902). Od zachodu dwuwieżowy masyw zachodni z emporą między wieżami. Znaczna szerokość korpusu nawowego (ponad 12 m) oraz duża różnica szerokości między korpusem a prezbiterium doczekała się różnych wyjaśnień wśród badaczy. Jerzy Frycz zaliczył ten kościół do typu tzw. bazyliki zredukowanej (kościoła z dwuwieżową fasadą, sugerującą istnienie trzech naw i układ bazylikowy korpusu, natomiast w istocie będącym kościołem jednonawowym); przy takiej klasyfikacji kościół ten byłby największym znanym przedstawicielem tego typu w Europie. Z kolei wg Zygmunta Świechowskiego wymiary korpusu mogą wskazywać na to, że pierwotnie planowano podział wnętrza na trzy nawy. Nawa przykryta jest płaskim, drewnianym stropem. Trójprzęsłowe przyziemie masywu zachodniego jest przekryte trzema przęsłami sklepień krzyżowych, murowanych z kamienia, z których w stanie pierwotnym zachowało się sklepienie w przyziemiu wieży południowej. We wschodniej ścianie nawy, po bokach łuku tęczowego, znajdują się półkoliście zamknięte wnęki ołtarzowe. Do wnętrza prowadzą trzy zamknięte półkoliście zamknięte, uskokowe portale z gładkimi tympanonami, umieszczone w elewacjach zachodniej, północnej i południowej.
W obecnej bryle kościoła najbardziej autentycznymi częściami są przyziemie wieży południowej i północny mur nawy.
Istnienie trzech wnęk ołtarzowych oraz trzech portali uprawdopodobnia hipotezę o dawnej funkcji kolegiaty, obsługiwanej przez trzech księży. Na ścianach zewnętrznych (zwłaszcza na ścianie północnej) zachowały się ryty i płaskorzeźby przedstawiające groteskowe maski ludzkie i diabelskie, fantastyczne zwierzęta i krzyże, pełniące prawdopodobnie funkcje apotropaiczne i dydaktyczne (tzw. „biblia ubogich”). Powstały prawdopodobnie na przedchrześcijańskich kamieniach kultowych, wmurowanych wtórnie w ściany świątyni, podkreślając w ten sposób jej funkcje sakralne
Grubość murów (dochodząca do 160 cm), stosunkowo małe i wysoko umieszczone okna oraz otwory strzelnicze dowodzą, że projektowana była nie tylko jako budowla religijna, ale i obronna (w sensie dosłownym – przed wojskami nieprzyjaciela, jak i metafizycznym – przed złem). Bryła, plan, zastosowany materiał i dekoracja rzeźbiarska odpowiadają rozpowszechnionemu w średniowieczu postrzeganiu świątyni chrześcijańskiej jako ziemskiego odbicia Niebiańskiej Jerozolimy. Pochówki pod fundamentem prezbiterium, zewnętrzne ryty i płaskorzeźby, łącząc wykład religii chrześcijańskiej z funkcjami magicznymi, wskazują na niewygasłe jeszcze w XII w. pozostałości dawnych, pogańskich wyobrażeń wśród lokalnej społeczności.

## Wyposażenie i wystrój wnętrza
W wyposażeniu wnętrza najcenniejsza jest otoczona kultem, gotycka rzeźba Uśmiechniętej Madonny i Dzieciątka Jezus, datowana na lata ok. 1370–1380, wykonana z drewna lipowego i umieszczona w ołtarzu głównym. Prawdopodobnie jest to dzieło Mistrza Madonny ze Skarbimierza. W XVIII w. otrzymała rokokową, srebrną koronę, a w 1936 r. nową polichromię. Barokowa rzeźba św. Szymona Apostoła pochodzi z XVIII w. Sklepienie prezbiterium, zaaranżowane w 2005 r. przez Ewę Pasoń, zdobi współczesna, szklano-złota mozaika nawiązująca do wzorów romańskich. Współczesne, czternastogłosowe organy zamontowano na emporze w 2009 r.

## Galeria

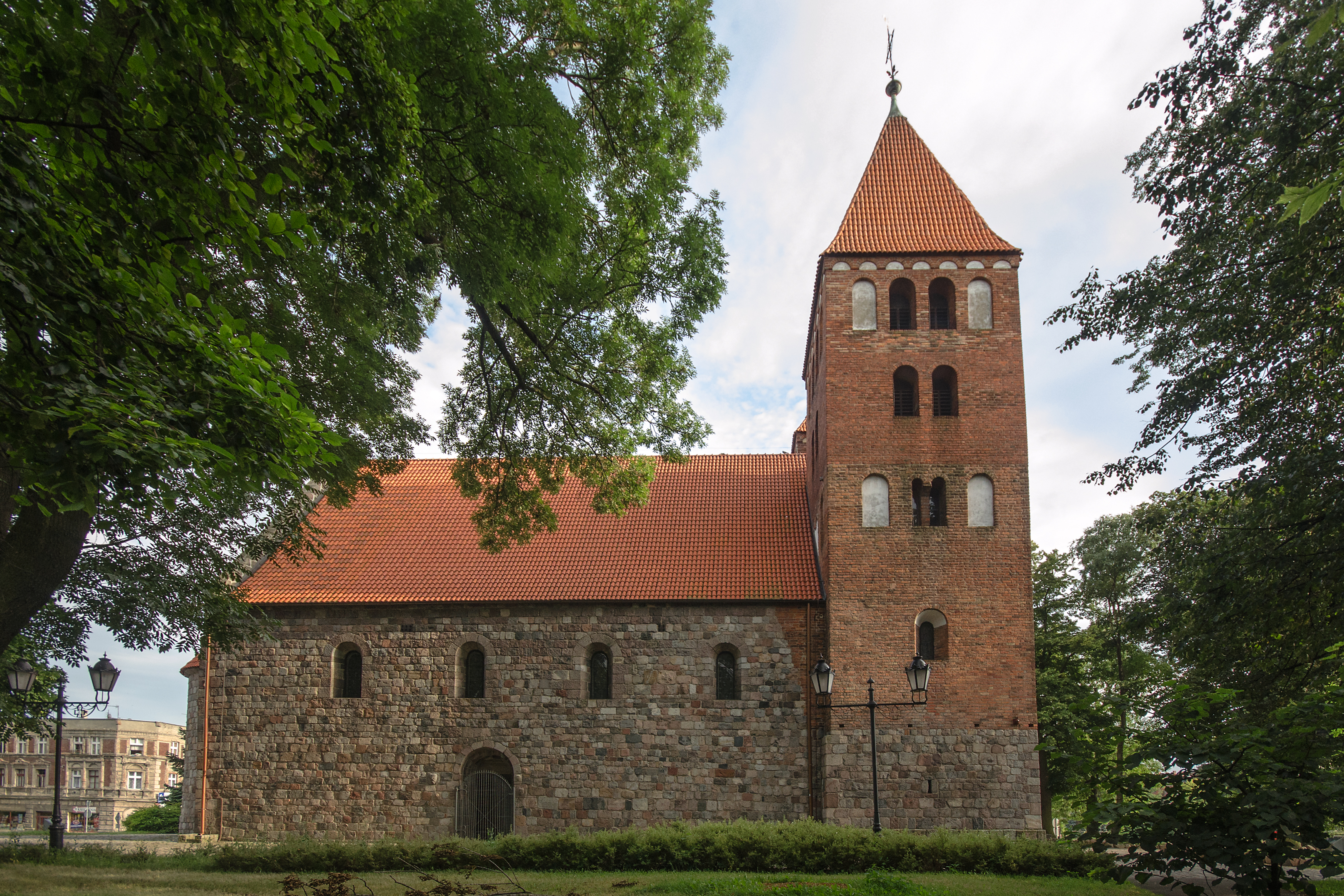
Elewacja północna
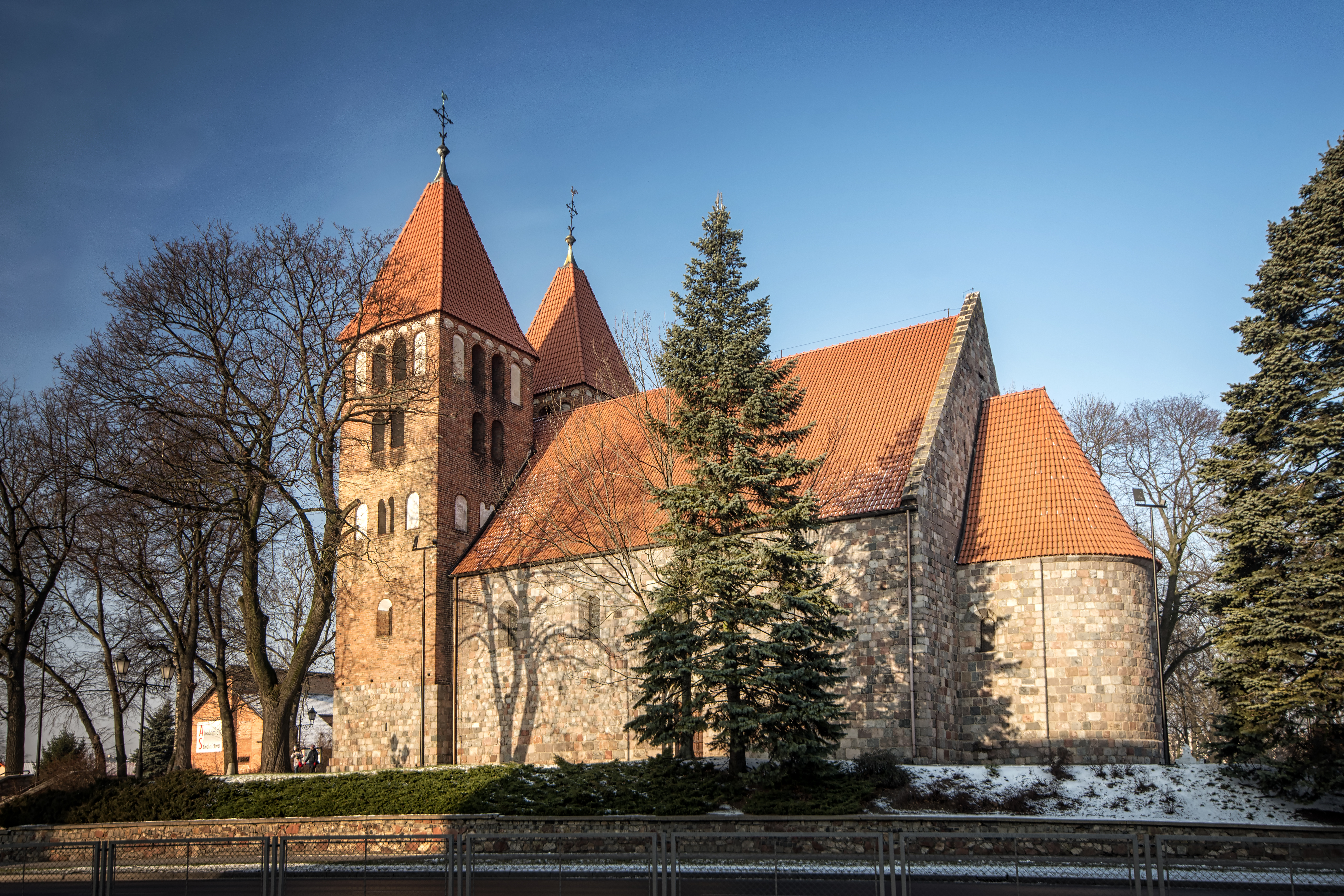
Widok od strony pd.-wsch.
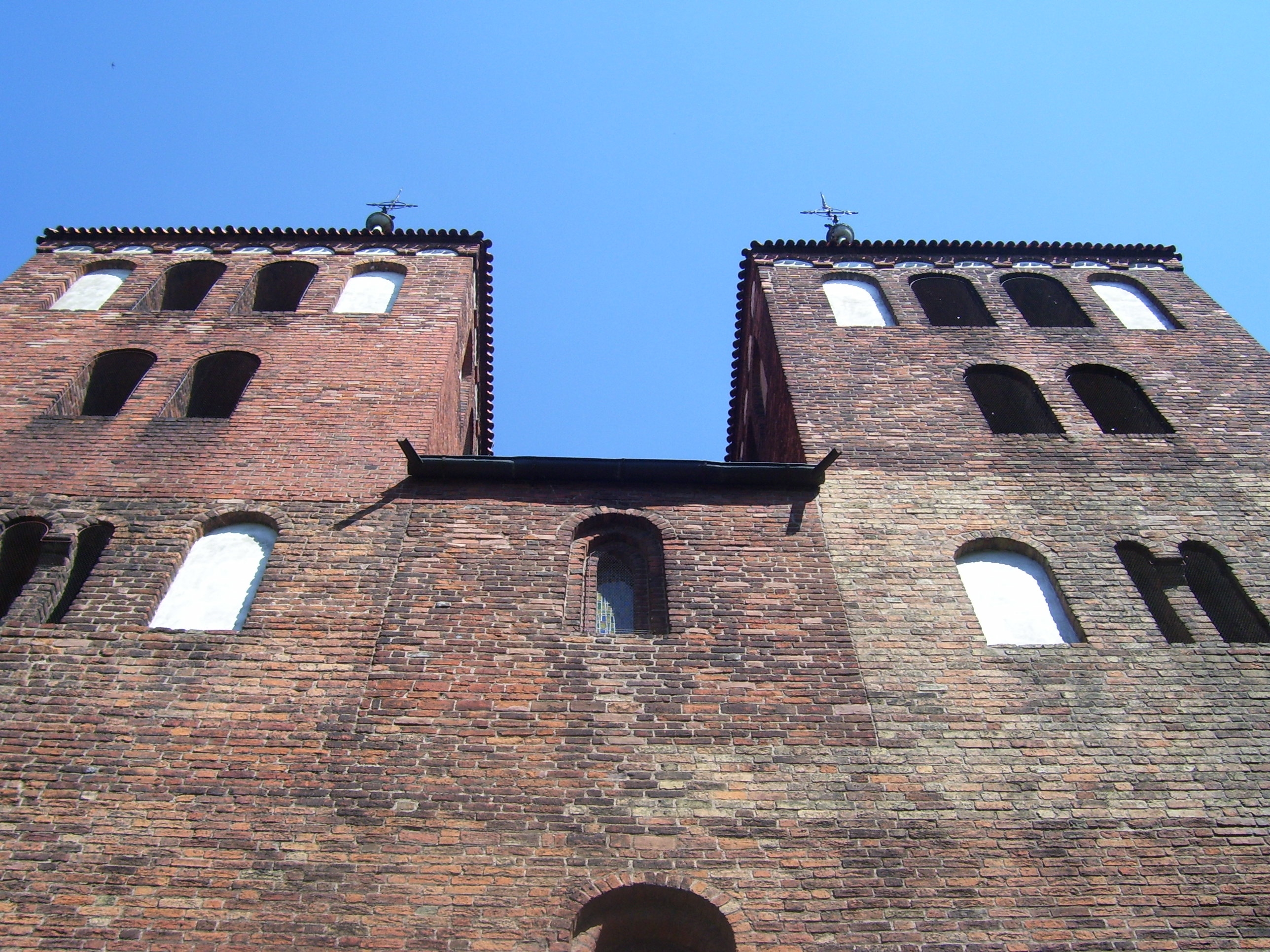
Fragment elewacji zachodniej
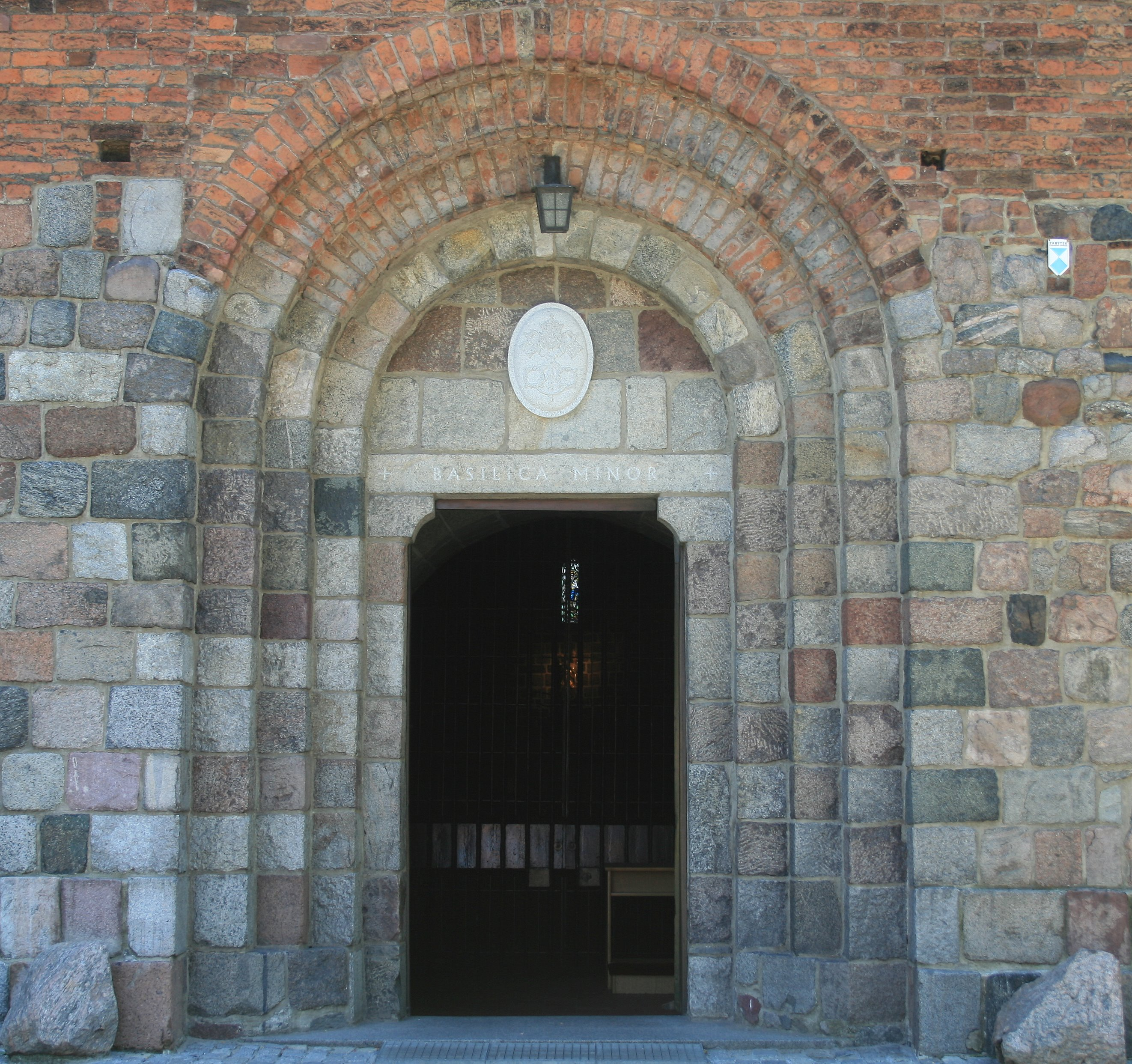
Portal zachodni
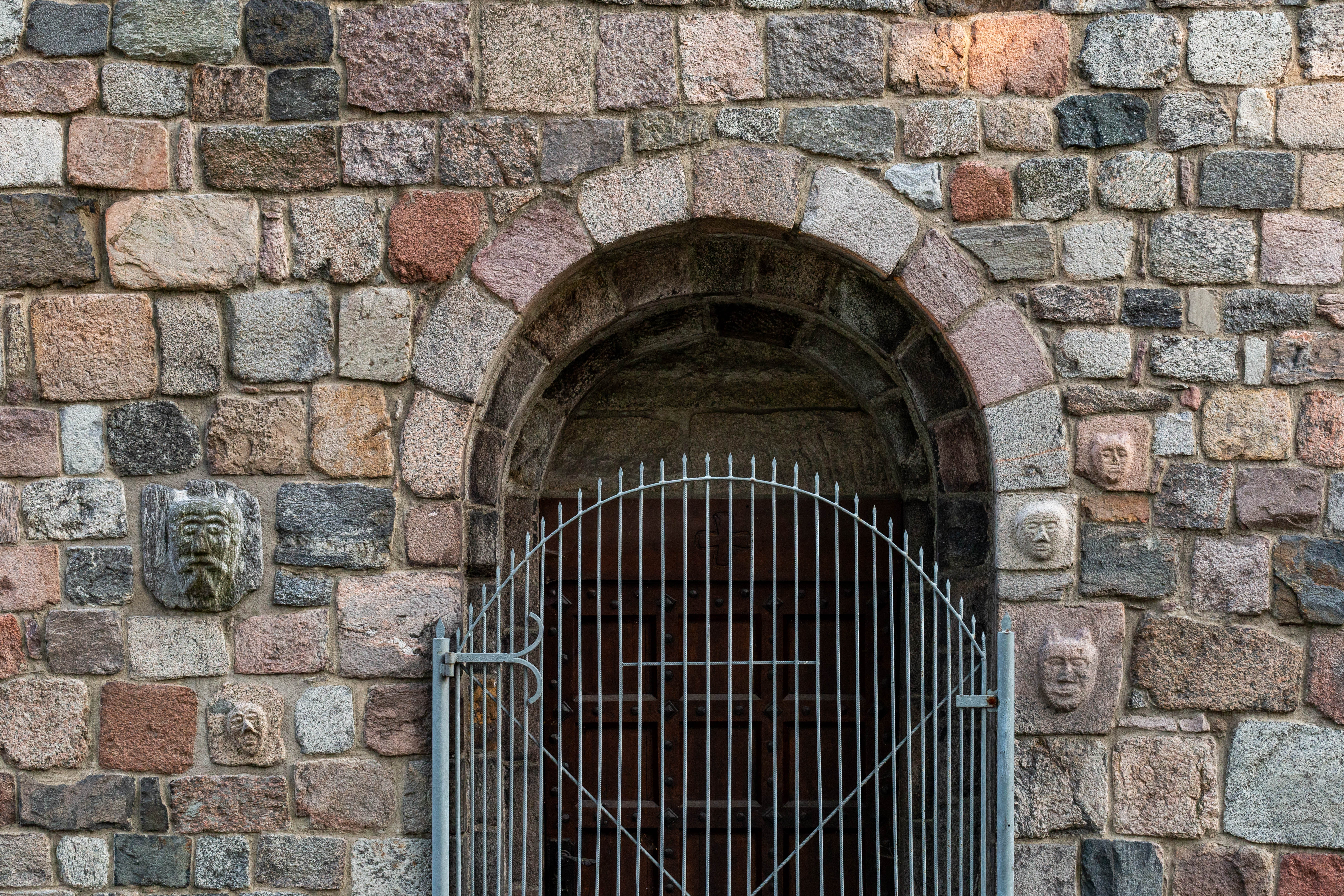
Fragment elewacji północnej z rozmieszczeniem części reliefów
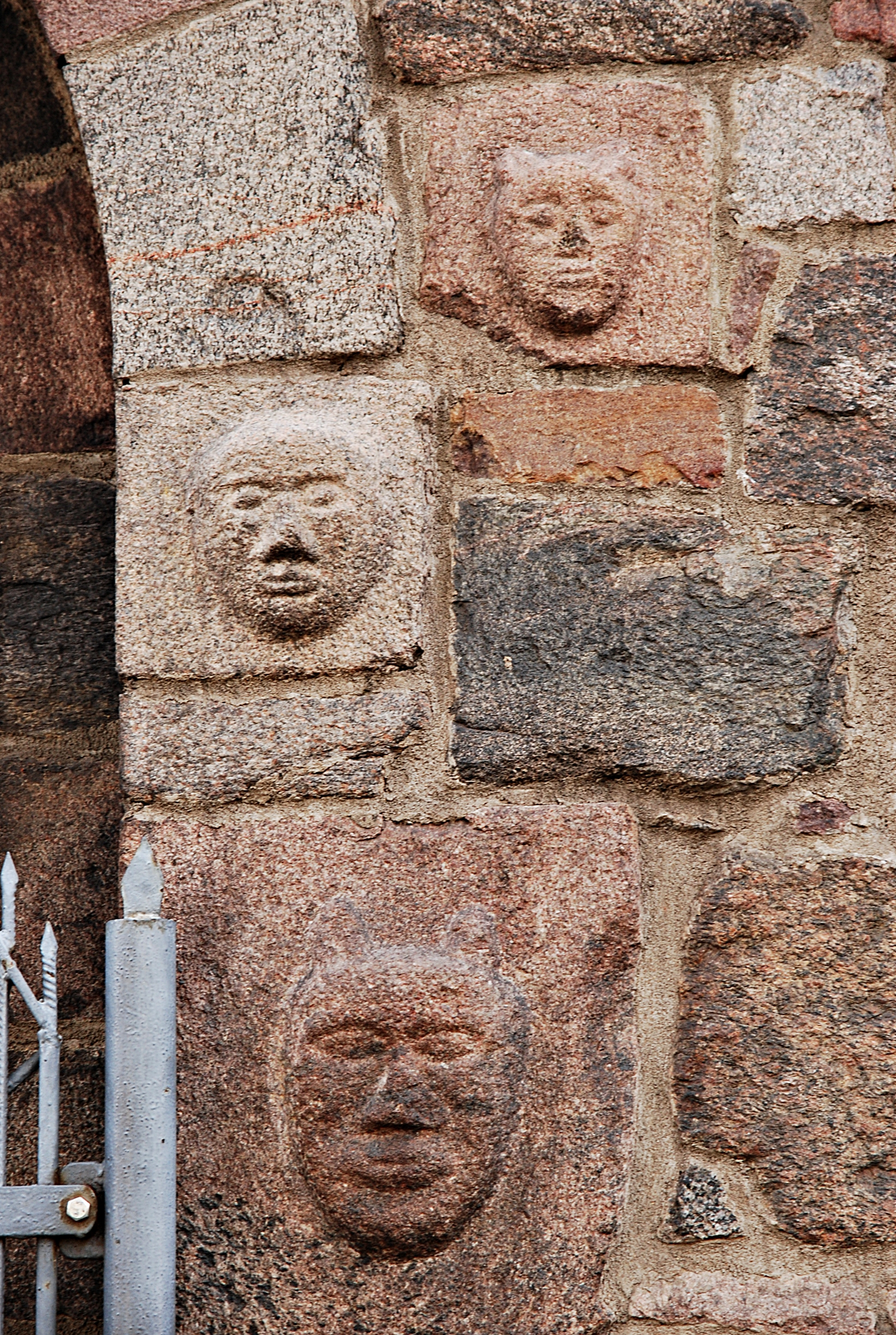
Płaskorzeźbione twarze (lub maski) na ścianie północnej
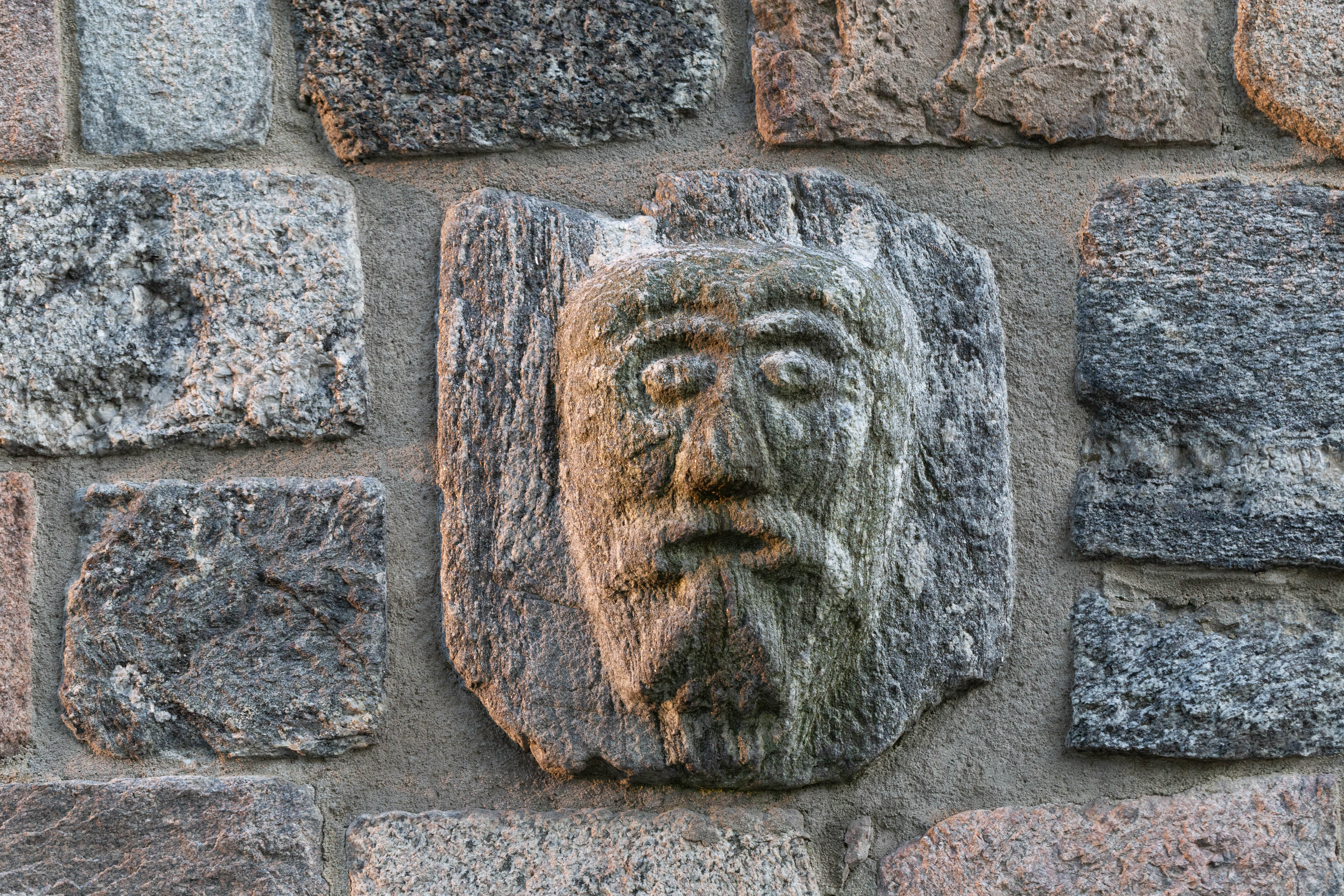
Relief z przedstawieniem twarzy, dawniej w zbiorach Biblioteki Kórnickiej, w 2011 wtórnie wmurowany w ścianę północną
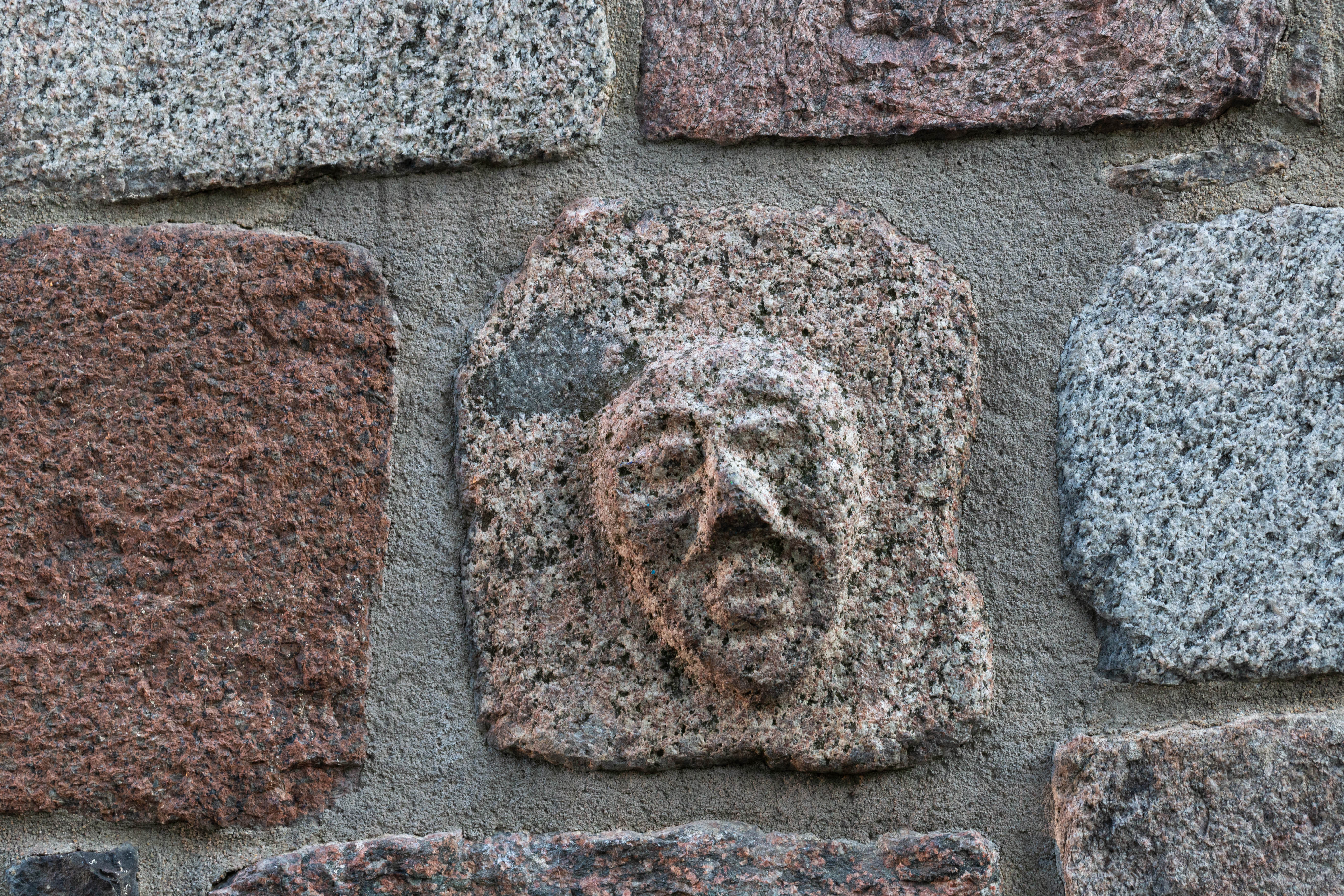
Relief z przedstawieniem twarzy, dawniej w zbiorach Biblioteki Kórnickiej, w 2011 wtórnie wmurowany w ścianę północną
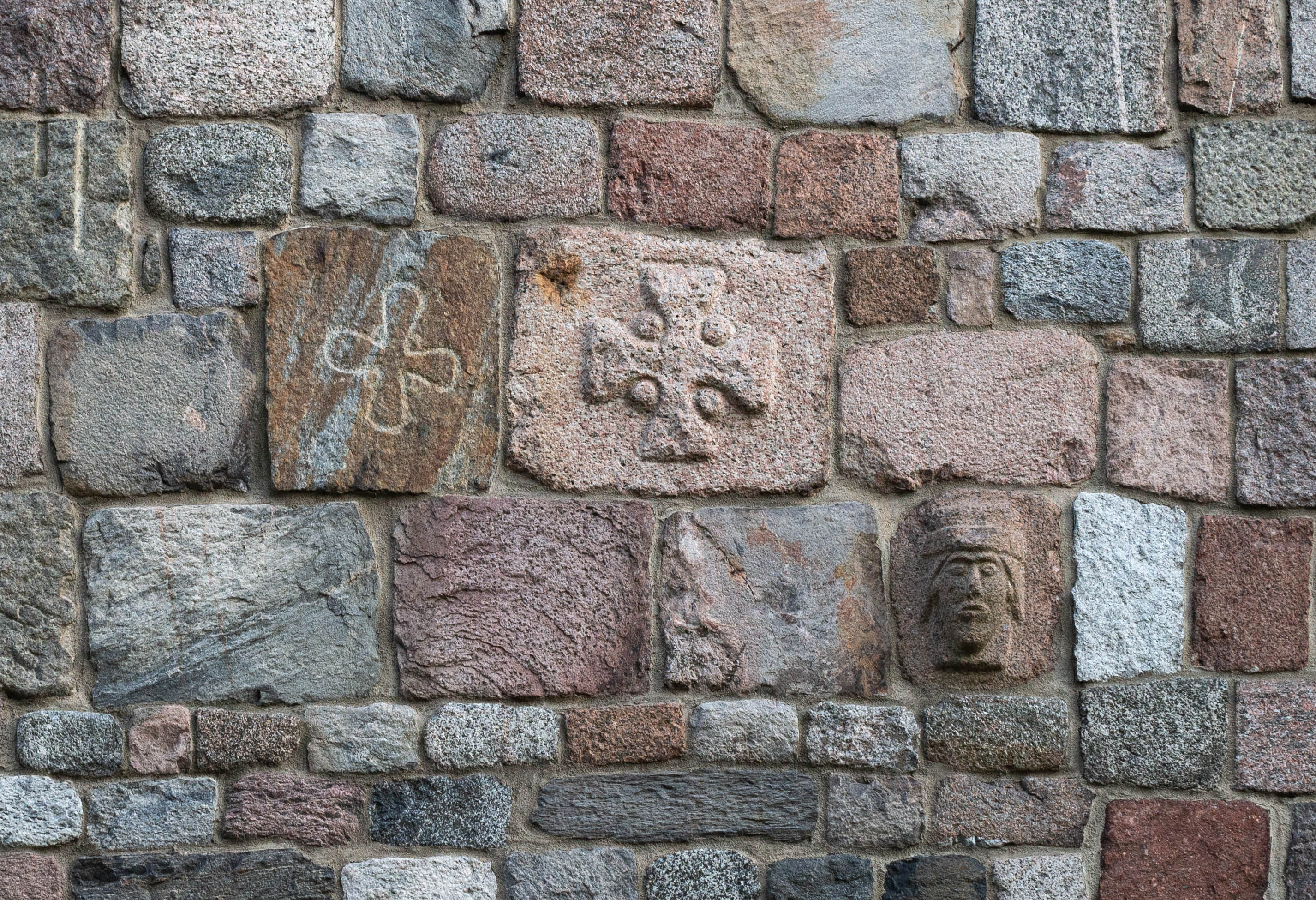
Reliefy z przedstawieniami krzyży równoramiennych oraz głowy
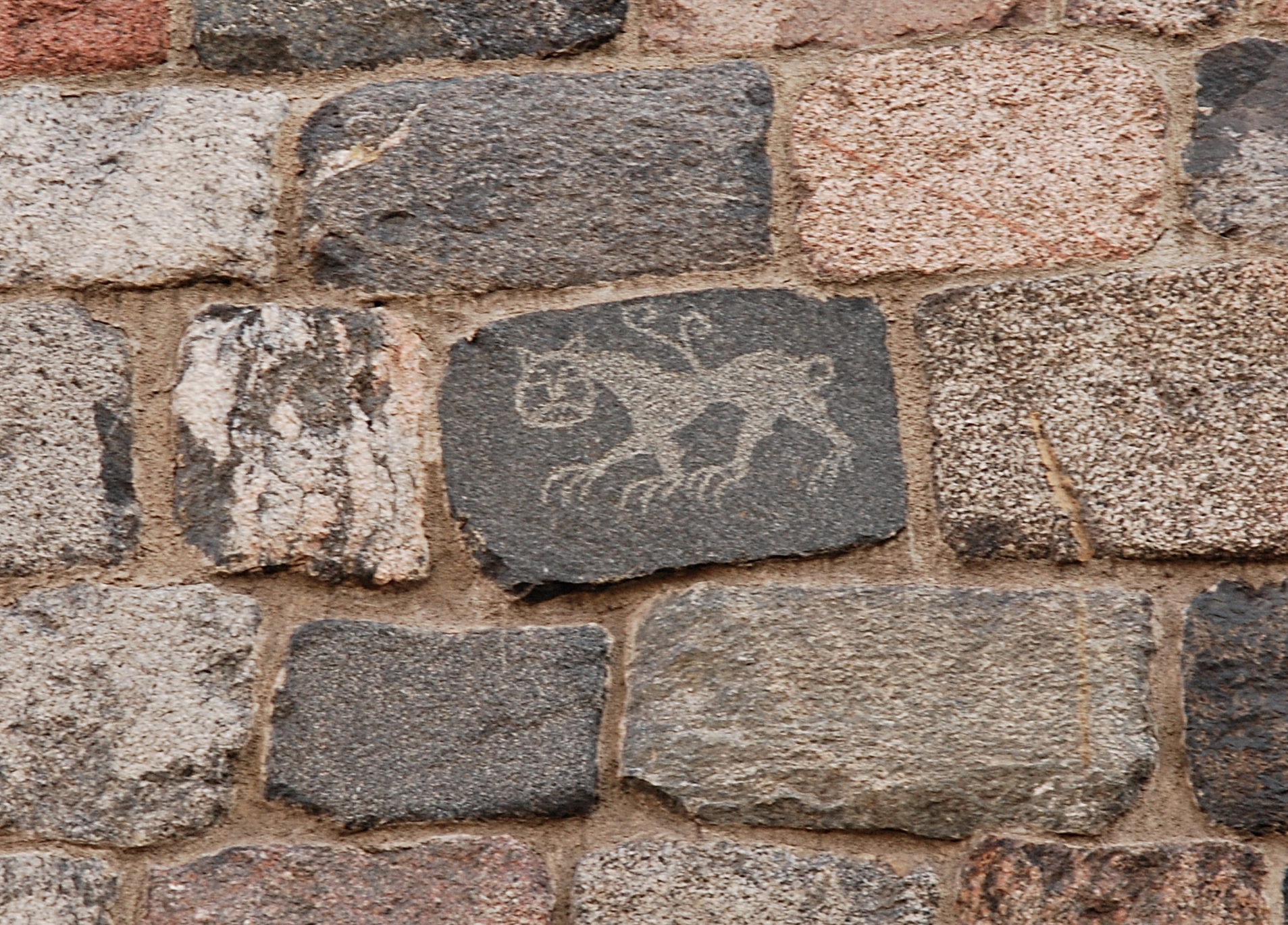
Wizerunek mitologicznego zwierzęcia (prawdopodobnie gryfa) na ścianie północnej kościoła
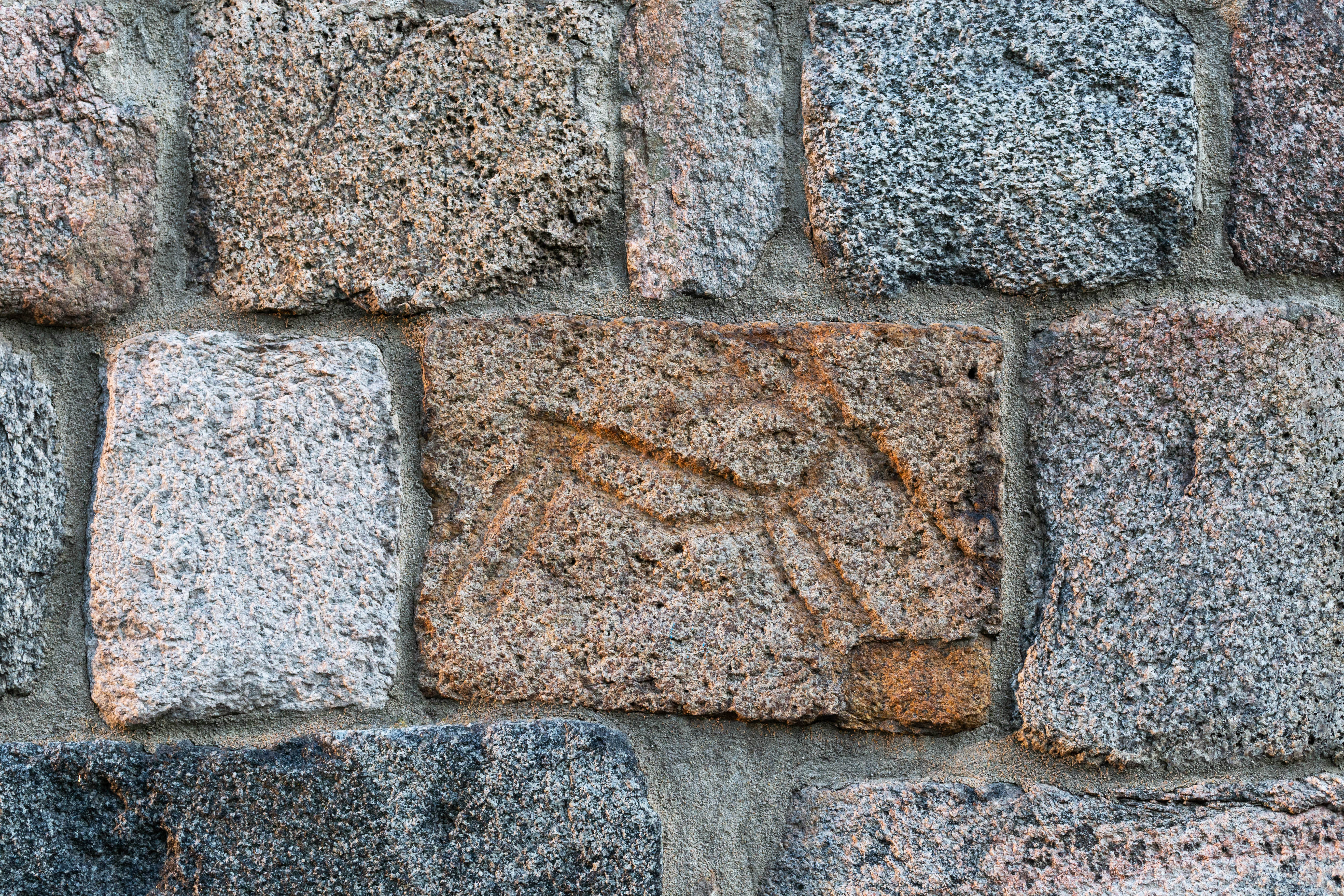
Relief z wizerunkiem jelenia
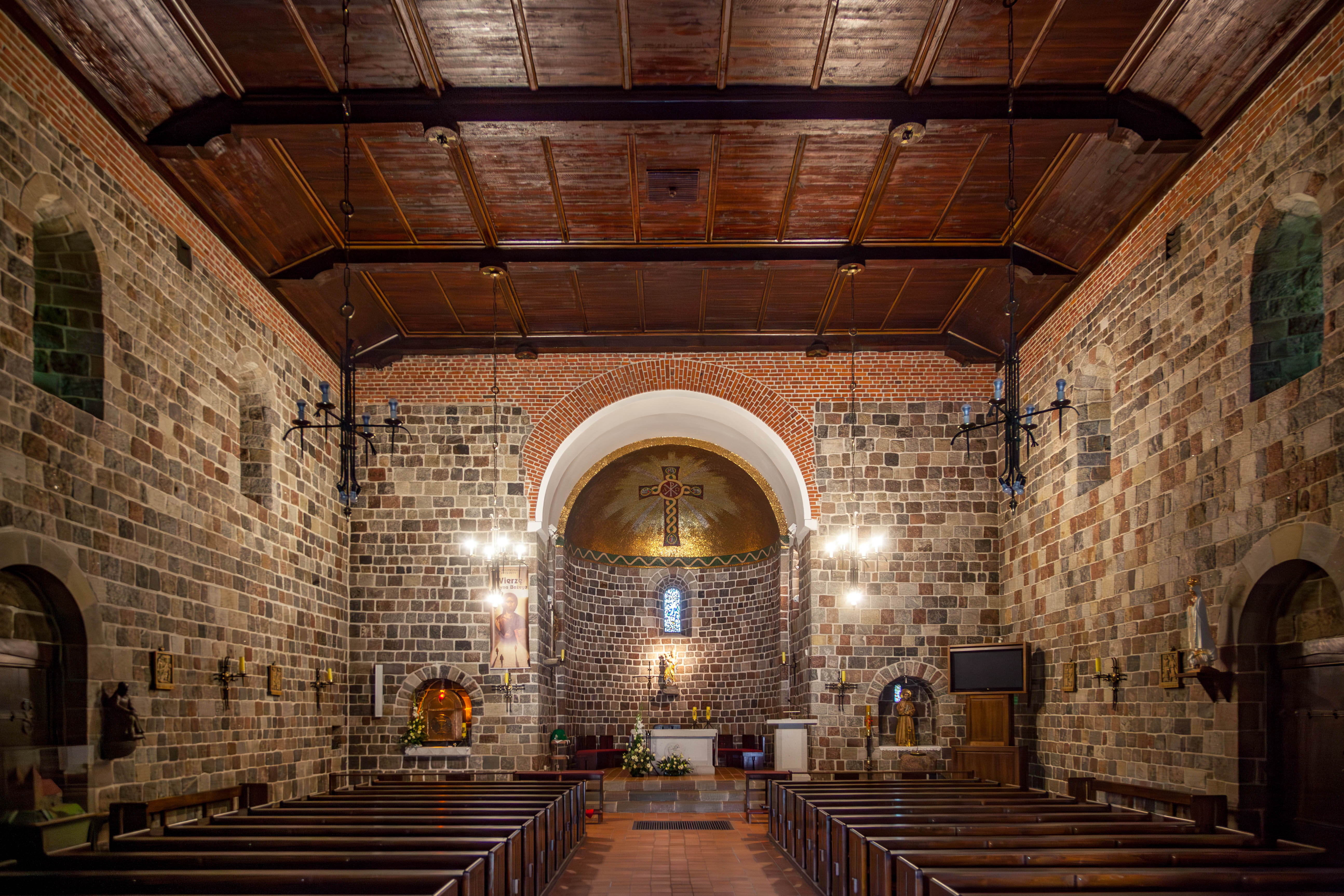
Wnętrze w kierunku wschodnim
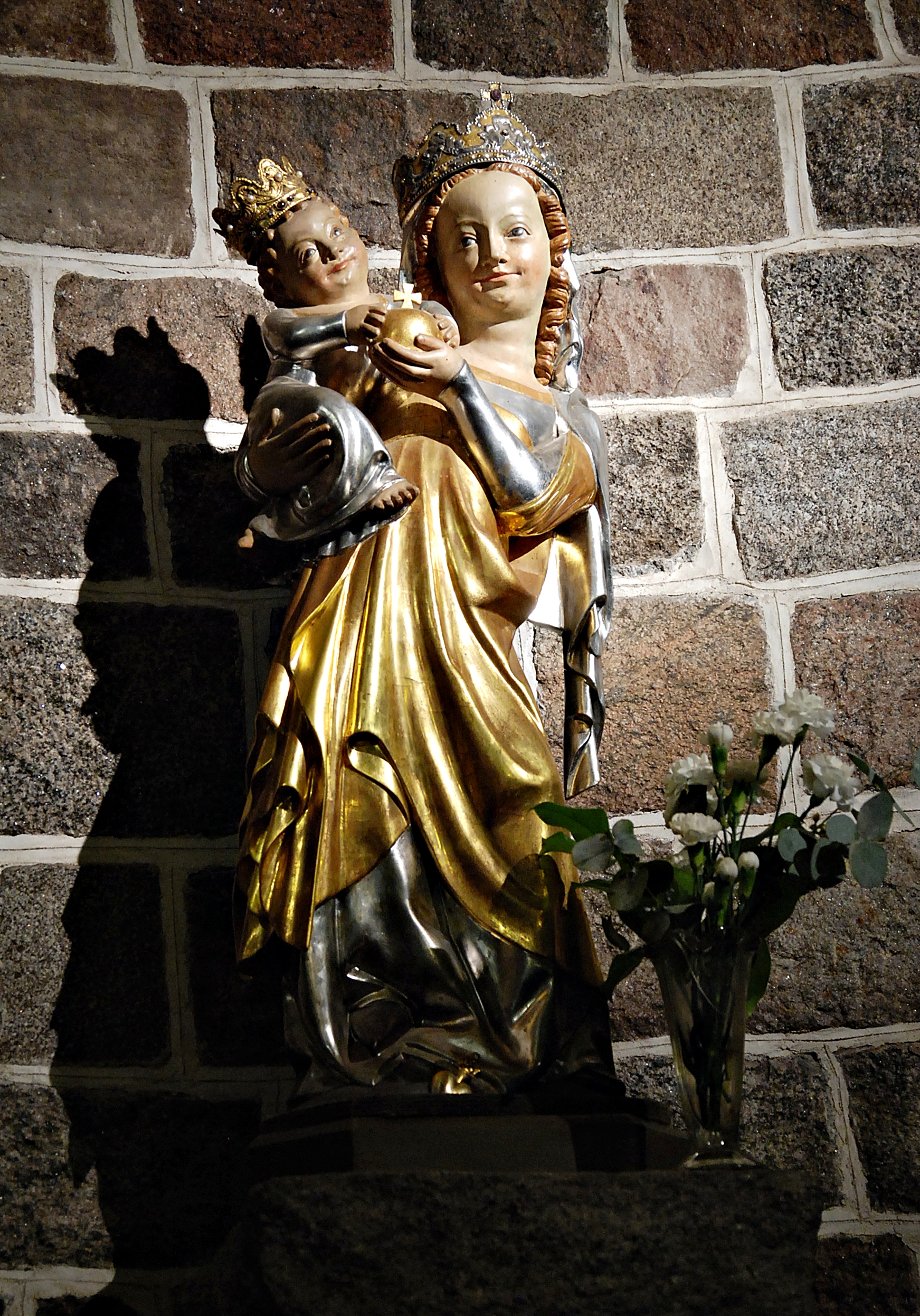
Gotycka rzeźba Uśmiechniętej Madonny i Dzieciatka Jezus